# Jan Kleski
Jan Kleski (ur. 23 marca 1860 w Werbiążu, zm. 19 stycznia 1934 tamże) – polski prawnik, właściciel ziemski, poseł do Sejmu Krajowego Galicji) VIII, IX i X kadencji, kołomyjski poseł do Rady Państwa w Wiedniu wybrany w 1911 roku, poseł do Sejmu Ustawodawczego.

## Życiorys
Ukończył studia prawnicze na Uniwersytetach w Wiedniu i w Czerniowcach. Był burmistrzem Kołomyi i wieloletnim marszałkiem powiatu kołomyjskiego. 18 grudnia 1907 wszedł w skład Sejmu Krajowego Galicji VIII kadencji, uzyskał mandat z III kurii z okręgu Kołomyja na miejsce zmarłego w 1906 Kazimierza Witosławskiego. Był posłem w latach 1907-1914 (m.in. wybrany w lipcu 1913). W latach 1911–1918 zasiadał również w Radzie Państwa. W 1913 roku otrzymał Order Żelaznej Korony III klasy.
28 listopada dekretem Naczelnika Państwa Józefa Piłsudskiego został powołany w skład Sejmu Ustawodawczego jako poseł z Galicji Wschodniej. Zasiadał w Klubie Pracy Konstytucyjnej w komisji odbudowy kraju i komisji opieki społecznej. W wyborach 1922 kandydował z listy nr 10 Unii Narodowo-Państwowej do Senatu RP jednak bez powodzenia. Po zakończeniu działalności politycznej poświęcił się działalności dobroczynnej fundował szkoły i kaplice. Młodszą siostrą Jana była Wilhelmina Cecylia Kleska żona prezydenta Krakowa Juliusza Leo.